# Nycteus wollastoni
Nycteus wollastoni är en skalbaggsart som beskrevs av Vit 1999. Nycteus wollastoni ingår i släktet Nycteus och familjen platthöftbaggar. Inga underarter finns listade i Catalogue of Life.